# 272 (numero)
Duecentosettantadue (272) è il numero naturale dopo il 271 e prima del 273.

## Proprietà matematiche
- È un numero pari.
- È un numero composto con 10 divisori: 1, 2, 4, 8, 16, 17, 34, 68, 136, 272. Poiché la somma dei suoi divisori (escluso il numero stesso) è 286 > 272, è un numero abbondante.
- È un numero semiperfetto e anche un numero semiperfetto primitivo.
- È parte delle terne pitagoriche (128, 240, 272), (204, 272, 340), (225, 272, 353), (272, 510, 578), (272, 546, 610), (272, 1071, 1105), (272, 1140, 1172), (272, 2304, 2320), (272, 4620, 4628), (272, 9246, 9250), (272, 18495, 18497).
- È la somma di due potenze quarte, 272 = 24 + 44.
- È un numero palindromo nel sistema numerico decimale.
- È un numero pratico.
- È un numero oblungo, ovvero della forma n(n+1).

## Astronomia
- 272P/NEAT è una cometa periodica del sistema solare.
- 272 Antonia è un asteroide della fascia principale del sistema solare.

## Astronautica
- Cosmos 272 è un satellite artificiale russo.